# Mrzljaki
Mrzljaki – wieś w Chorwacji, w żupanii karlowackiej, w gminie Netretić. W 2011 roku liczyła 17 mieszkańców.